# Matthew Booth
Matthew Paul Booth (Fish Hoek, 14 marzo 1977) è un ex calciatore sudafricano, di ruolo difensore.

## Biografia
Booth ha origini europee (inglesi per la precisione) nonostante sia nato in Sudafrica; dal 2006 è sposato con la modella sudafricana Sonia Bonneventia Pule (di colore) dalla quale ha avuto due figli: Nathan Katlego e Noah Neo.
Durante la FIFA Confederations Cup tenutasi in Sudafrica nel 2009 è diventato famoso in tutto il mondo a causa dei boati, dovuti all'assonanza con il suo cognome, che gli riservavano i tifosi ogni qualvolta lui toccasse palla; essendo spesso l'unico sudafricano di pelle bianca in campo, questi boati a primo impatto furono scambiati per una forma di razzismo; in realtà si trattava di un modo folkloristico per riconoscere l'apprezzamento nei confronti del giocatore e infondergli carica.

## Carriera

### Club

#### Inizi
Inizia la sua carriera calcistica nelle giovanili del Fish Hoek AFC, una società dilettantistica della sua città natale; si avvicina a questo sport grazie al padre Paul che era stato uno dei giocatori proprio di questa squadra.
Nel 1994, dopo essere stato notato da Richard Gomes nell'annuale Bayhill Tournament, si aggrega alle giovanili dell'Ajax Cape Town che all'epoca, prima della fusione con i Seven Stars, era ancora denominata Cape Town Spurs. Un anno più tardi invece comincia ad essere convocato stabilmente in prima squadra dall'allora allenatore Mich d'Avray. L'esordio arriva il 25 febbraio 1996.
Era soprannominato Fiela se Kind (Il Figlio di Fiela) essendo l'unico giocatore di pelle bianca della squadra; tale soprannome è ripreso da un popolare romanzo di Dalene Matthee nel quale una donna di colore adotta e poi abbandona un bambino europeo. Della squadra arriva a indossare la fascia da capitano in alcune partite della stagione 1998-1999, complice l'assenza del capitano abituale Craig Rosslee.
Poco tempo dopo la società viene rilevata da un gruppo di imprenditori del luogo che la rinomina con il nuovo nome di Mother City; il suo contratto e le sue prestazioni appartengono quindi a questa nuova società. Il giocatore, dichiarando di aver ancora un contratto con gli Spurs, rifiuta categoricamente dicendo inoltre di non accettare di «essere comprato e venduto come un hamburger» e, dopo varie consultazioni con un esperto di diritti umani, riesce a lasciare la società.

#### Mamelodi Sundowns
Lo svincolato Booth approda al Mamelodi Sundowns, squadra vincitrice della Premier Soccer League e quindi in grado di partecipare alla CAF Champions League.
In poco tempo diviene titolare nella formazione di Paul Dolezar; grazie anche ai suoi gol (come la doppietta segnata all'Hellenic che favorì la vittoria della squadra) i Brazilians riuscirono nello stesso anno a vincere l'accoppiata Premier Soccer League e Rothmans Cup.
Nel 2001 viene ceduto in prestito per un paio di mesi al Wimbledon FC, in Inghilterra dove la sua avventura termina senza che il giocatore sia sceso mai in campo; non appena ritorna in patria il giocatore entra in conflitto con la società a causa di un problema contrattuale che verrà risolto solo dopo l'intervento di alcuni avvocati. Nel 2002, dopo una presenza con la casacca verdeoro, viene acquistato dal Rostselmash Rostov (attuale FC Rostov) assieme al compagno di squadra Gift Kampamba.

#### Le esperienze in Russia
Nel 2002 il giocatore firma quindi per il Rostselmash Rostov. Dopo tre anni di militanza nei pressi del fiume Don si trasferisce al Krylya Sovetov. Con i Perya e Krysy disputa fino al 2008 99 partite di campionato. Nel 2009 il giocatore decide di trasferirsi nuovamente al Mamelodi Sundowns.

### Nazionale
Esordisce per la prima volta in una Nazionale del suo paese (precisamente con l'Under-20) il 9 dicembre 1995 in una partita della COSAFA Castle Cup contro il Botswana dopo essere stato convocato dall'allora allenatore Ephraim Mashaba. Durante l'arco del torneo gioca tutte le partite, compresa la finale contro lo Zambia poi persa per 1-0.
Dopo ciò è riconvocato solamente un anno più tardi, nell'ottobre del 1996, per la serie di partite che il Sudafrica deve disputare per qualificarsi al Mondiale Under-20 di Malesia 1997, torneo in cui i Bafana Bafana perdono due partite su tre (contro Brasile e Francia); Booth giocò da titolare tutte le partite vestendo pure la fascia di capitano.

## Statistiche

### Presenze e reti in nazionale
| Cronologia completa delle presenze e delle reti in nazionale ― Sudafrica | Cronologia completa delle presenze e delle reti in nazionale ― Sudafrica | Cronologia completa delle presenze e delle reti in nazionale ― Sudafrica | Cronologia completa delle presenze e delle reti in nazionale ― Sudafrica | Cronologia completa delle presenze e delle reti in nazionale ― Sudafrica | Cronologia completa delle presenze e delle reti in nazionale ― Sudafrica | Cronologia completa delle presenze e delle reti in nazionale ― Sudafrica | Cronologia completa delle presenze e delle reti in nazionale ― Sudafrica |
| Data                                                                     | Città                                                                    | In casa                                                                  | Risultato                                                                | Ospiti                                                                   | Competizione                                                             | Reti                                                                     | Note                                                                     |
| ------------------------------------------------------------------------ | ------------------------------------------------------------------------ | ------------------------------------------------------------------------ | ------------------------------------------------------------------------ | ------------------------------------------------------------------------ | ------------------------------------------------------------------------ | ------------------------------------------------------------------------ | ------------------------------------------------------------------------ |
| 28-2-1999                                                                | Gaborone                                                                 | Botswana                                                                 | 1 – 2                                                                    | Sudafrica                                                                | Coppa COSAFA 1999 - 1º turno                                             | -                                                                        |                                                                          |
| 6-5-1999                                                                 | Port of Spain                                                            | Trinidad e Tobago                                                        | 2 – 0                                                                    | Sudafrica                                                                | Amichevole                                                               | -                                                                        |                                                                          |
| 31-7-1999                                                                | Windhoek                                                                 | Namibia                                                                  | 1 – 1 dts (4 – 1 dtr)                                                    | Sudafrica                                                                | Coppa COSAFA 1999 - Quarti di finale                                     | -                                                                        | 70’                                                                      |
| 29-7-2000                                                                | Gqeberha                                                                 | Sudafrica                                                                | 0 – 1                                                                    | Zimbabwe                                                                 | Coppa COSAFA 2000 - Semifinale                                           | -                                                                        | 61’                                                                      |
| 29-4-2001                                                                | Maputo                                                                   | Mozambico                                                                | 0 – 3                                                                    | Sudafrica                                                                | Coppa COSAFA 2001 - 1º turno                                             | -                                                                        |                                                                          |
| 3-6-2001                                                                 | Monrovia                                                                 | Liberia                                                                  | 1 – 1                                                                    | Sudafrica                                                                | Qual. Coppa d'Africa 2002                                                | -                                                                        | Ammonizione                                                              |
| 17-6-2001                                                                | Durban                                                                   | Sudafrica                                                                | 0 – 0                                                                    | Rep. del Congo                                                           | Qual. Coppa d'Africa 2002                                                | -                                                                        |                                                                          |
| 1-7-2001                                                                 | Ouagadougou                                                              | Burkina Faso                                                             | 1 – 1                                                                    | Sudafrica                                                                | Qual. Mondiali 2002                                                      | -                                                                        |                                                                          |
| 14-7-2001                                                                | Durban                                                                   | Sudafrica                                                                | 2 – 0                                                                    | Malawi                                                                   | Qual. Mondiali 2002                                                      | 1                                                                        |                                                                          |
| 21-7-2001                                                                | Blantyre                                                                 | Malawi                                                                   | 1 – 0                                                                    | Sudafrica                                                                | Coppa COSAFA 2001 - Quarti di finale                                     | -                                                                        | 31’                                                                      |
| 20-3-2002                                                                | Pistoia                                                                  | Arabia Saudita                                                           | 1 – 0                                                                    | Sudafrica                                                                | Amichevole                                                               | -                                                                        |                                                                          |
| 27-3-2002                                                                | Tbilisi                                                                  | Georgia                                                                  | 4 – 1                                                                    | Sudafrica                                                                | Amichevole                                                               | -                                                                        | 46’                                                                      |
| 30-3-2002                                                                | Gaborone                                                                 | Botswana                                                                 | 0 – 0                                                                    | Sudafrica                                                                | Coppa COSAFA 2002- 1º turno                                              | -                                                                        | 35’                                                                      |
| 12-5-2002                                                                | Durban                                                                   | Sudafrica                                                                | 1 – 0                                                                    | Madagascar                                                               | Amichevole                                                               | -                                                                        | 46’                                                                      |
| 13-8-2005                                                                | Mahikeng                                                                 | Sudafrica                                                                | 2 – 2 dts (8 – 9 dtr)                                                    | Zambia                                                                   | Coppa COSAFA 2005 - 1º turno                                             | -                                                                        | 46’                                                                      |
| 9-9-2008                                                                 | Pretoria                                                                 | Sudafrica                                                                | 0 – 1                                                                    | Guinea                                                                   | Amichevole                                                               | -                                                                        |                                                                          |
| 15-10-2008                                                               | Bloemfontein                                                             | Sudafrica                                                                | 2 – 1                                                                    | Ghana                                                                    | Amichevole                                                               | -                                                                        |                                                                          |
| 19-11-2008                                                               | Rustenburg                                                               | Sudafrica                                                                | 3 – 2                                                                    | Camerun                                                                  | Amichevole                                                               | -                                                                        |                                                                          |
| 28-3-2009                                                                | Rustenburg                                                               | Sudafrica                                                                | 2 – 1                                                                    | Norvegia                                                                 | Amichevole                                                               | -                                                                        |                                                                          |
| 6-6-2009                                                                 | Orlando                                                                  | Sudafrica                                                                | 1 – 0                                                                    | Polonia                                                                  | Amichevole                                                               | -                                                                        |                                                                          |
| 14-6-2009                                                                | Johannesburg                                                             | Sudafrica                                                                | 0 – 0                                                                    | Iraq                                                                     | Conf. Cup 2009 - 1º turno                                                | -                                                                        |                                                                          |
| 17-6-2009                                                                | Rustenburg                                                               | Sudafrica                                                                | 2 – 0                                                                    | Nuova Zelanda                                                            | Conf. Cup 2009 - 1º turno                                                | -                                                                        |                                                                          |
| 20-6-2009                                                                | Bloemfontein                                                             | Spagna                                                                   | 2 – 0                                                                    | Sudafrica                                                                | Conf. Cup 2009 - 1º turno                                                | -                                                                        |                                                                          |
| 25-6-2009                                                                | Johannesburg                                                             | Brasile                                                                  | 1 – 0                                                                    | Sudafrica                                                                | Conf. Cup 2009 - Semifinale                                              | -                                                                        |                                                                          |
| 28-6-2009                                                                | Rustenburg                                                               | Sudafrica                                                                | 2 – 3 dts                                                                | Spagna                                                                   | Conf. Cup 2009 - Finale                                                  | -                                                                        |                                                                          |
| 12-8-2009                                                                | Città del Capo                                                           | Sudafrica                                                                | 1 – 3                                                                    | Serbia                                                                   | Amichevole                                                               | -                                                                        |                                                                          |
| 16-5-2010                                                                | Nelspruit                                                                | Sudafrica                                                                | 4 – 0                                                                    | Thailandia                                                               | Amichevole                                                               | -                                                                        | 73’                                                                      |
| 31-5-2010                                                                | Polokwane                                                                | Sudafrica                                                                | 5 – 0                                                                    | Guatemala                                                                | Amichevole                                                               | -                                                                        | 64’                                                                      |
| Totale                                                                   |                                                                          | Presenze                                                                 | 28                                                                       |                                                                          | Reti                                                                     | 1                                                                        |                                                                          |